# Francis Moreau
Francis Moreau (Saint-Quentin, 21 juli 1965) is een voormalig Frans wielrenner.

## Belangrijkste overwinningen
1990
1e etappe Parijs-Nice
1991
 Wereldkampioenschap achtervolging, Profs
1e etappe Ronde van Picardië
8e etappe Midi Libre
1992
3e etappe Critérium International
1993
5e etappe Ronde van Zweden
Parijs-Brussel
1995
Grote Prijs van Plumelec
1996
 Olympisch kampioen ploegenachtervolging (baan) (met Christophe Capelle, Philippe Ermenault, Jean-Michel Monin)
1998
 Frans kampioen achtervolging (baan), Elite
2000
Grote Prijs van Lillers

## Resultaten in voornaamste wedstrijden
| Jaar | Ronde van Italië | Ronde van Frankrijk | Ronde van Spanje |
| ---- | ---------------- | ------------------- | ---------------- |
| 1989 | opgave           |                     |                  |
| 1990 |                  | buiten tijd         |                  |
| 1991 |                  | 132e                |                  |
| 1992 |                  | opgave              |                  |
| 1993 | 95e              | opgave              |                  |
| 1994 |                  | 113e                |                  |
| 1995 |                  | buiten tijd         |                  |
| 1996 |                  | buiten tijd         |                  |
| 1997 |                  |                     | 91e              |
| 1998 |                  |                     |                  |
| 2000 |                  |                     |                  |

| Jaar | Milaan-San Remo | Gent-Wevelgem | Ronde van Vlaanderen | Parijs-Roubaix | Parijs-Brussel |
| ---- | --------------- | ------------- | -------------------- | -------------- | -------------- |
| 1989 |                 |               |                      |                |                |
| 1990 |                 | 69e           |                      |                |                |
| 1991 |                 | 139e          | 70e                  | 38e            | 41e            |
| 1992 |                 |               | 96e                  | 82e            |                |
| 1993 | 165e            |               | 77e                  | 32e            | Goud           |
| 1994 | 134e            |               |                      |                | 9e             |
| 1995 |                 |               |                      |                |                |
| 1996 |                 |               | 59e                  | 9e             |                |
| 1997 |                 | 98e           |                      | 23e            |                |
| 1998 | 118e            | 118e          |                      |                |                |
| 2000 |                 |               | 69e                  | 33e            |                |

1908: Jones, Kingsbury, Meredith, Payne ·
1920: Magnani, Carli, Ferrario, Giorgetti ·
1924: De Martini, Dinale, Menegazzi, Zucchetti ·
1928: Facciani, Gaioni, Lusiani, Tasselli ·
1932: Pedretti, Borsari, Cimatti, Ghilardi ·
1936: Nizerhy, Charpentier, Goujon, Lapébie ·
1948: Decanali, Adam, Blusson, Coste ·
1952: Morettini, Campana, de Rossi, Messina ·
1956: Gasparella, Domenicali, Faggin, Gandini ·
1960: Vigna, Arienti, Testa, Vallotto ·
1964: Streng, Claesges, Henrichs, Link ·
1968: Lyngemark, Olsen, Asmussen, Jensen ·
1972: Schumacher, Colombo, Haritz, Hempel ·
1976: Vonhof, Braun, Lutz, Schumacher ·
1980: Manakov, Movtsjan, Ossokin, Petrakov ·
1984: Grenda, Turtur, Nichols, Woods ·
1988: Jekimov, Kasputis, Neljoebin, Oemaras ·
1992: Fulst, Glöckner, Lehmann, Steinweg ·
1996: Capelle, Ermenault, Monin, Moreau ·
2000: Fulst, Bartko, Becke, Lehmann ·
2004: Brown, McGee, Lancaster, Roberts ·
2008: Clancy, Manning, Thomas, Wiggins · 
2012: Burke, Clancy, Kennaugh, Thomas · 
2016: Burke, Clancy, Doull, Wiggins · 
2020: Consonni, Ganna, Lamon, Milan · 
2024:  Bleddyn, Welsford, Leahy, O'Brien
Wielerploegen van Francis Moreau
Biondi · 
Chevallier ·
Clark · 
Colyn · 
De Wael ·
De Wilde · 
Diehl · 
Frison · 
Haghedooren ·
Harmeling ·   
Holm ·
Lilholt ·
Moreau ·
Nevens ·
Patry · 
Peeters · 
Pillon · 
Roche · 
Roosen · 
Thevenin ·
Van Slycke · 
Verstrepen ·
Virvaleix
Biets ·
Biondi ·
Bouillon ·
Carlsen ·
Colotti ·
De Backer ·
De Muynck ·
De Wolf ·
Dexters ·
Jacobs ·
Lacressonnière · 
Moreau ·
Pedersen ·
Pérard ·
Pillon ·
Priem ·
L. Roche ·
S. Roche ·
Roelandt ·
Szostek ·
Van Camp ·
Van Keirsbulck ·
Windels ·
Desbiens (stagiair) · 
van der Meer (stagiair) ·
Peers (stagiair)
Arroyo · Baldato · Ballerini · Bomans · Ceci · Cesarini · Chioccioli · Cipollini · Gelfi · Goessens · Gusmeroli · Halupczok · Jacobs · Jaskuła · Lecchi · Moreau · Pillon · Poli · Rebellin · Rocchi · Tchmil · Van Itterbeeck · Vanzella · Verstrepen · Vona · Willems
Aubier ·
Bezault ·
Boardman ·
Boyer ·
Capelle ·
Casado ·
Claveyrolat ·
Colotti ·
Currit ·
Duclos-Lassalle ·
Garel ·
Gouvenou ·
Lance ·
Lemarchand ·
LeMond ·
Moreau ·
Rous ·
Seigneur ·
Simon
Aubier ·
Bezault (tot 30/06) ·
Boardman   ·
Boyer ·
Capelle ·
Claveyrolat ·
Colotti ·
Currit ·
Dojwa ·
Duclos-Lassalle ·
Garel ·
Gouvenou ·
Lance ·
Lemarchand ·
LeMond ·
Moreau ·
Rous ·
Seigneur ·
Hubert (stagiair)
Aubier ·
Boardman   ·
Capelle ·
Colotti ·
Currit ·
Deramé ·
Dojwa ·
Duclos-Lassalle ·
Gouvenou ·
Lance ·
Ledanois ·
Lemarchand ·
Moreau ·
O'Grady ·
Prétot ·
Rous ·
Seigneur ·
Vasseur ·
Conan (stagiair) ·
Langella (stagiair) · 

Sabatier (stagiair)
Boardman ·
Deramé ·
Desbiens (tot 15/06) ·
Gaumont (tot 15/06) ·
Heulot ·
Hubert ·
Ledanois ·
Lemarchand ·
Moncassin ·
Moreau ·
O'Grady ·
Pensec ·
Prétot ·
Rous ·
Rué ·
Seigneur ·
Simon ·
Vasseur ·
Bos (stagiair) ·
Hinault (stagiair) ·
Langella (stagiair) 
Andreu · 
Armstrong · 
Capelle · 
Desbiens · 
Fondriest · 
Gaumont · 
Goubert · 
Jalabert · 
Julich · 
Livingston · 
Martin · 
Millar · 
Moncoutié · 
Moreau · 
Plaza · 
Rinero · 
Rominger · 
Saugrain · 
Thibout · 
Tournant · 
Van De Laer · 
Gwiazdowski (stagiair) · 
Plouhinec (stagiair) · 
Poos (stagiair) 
Bertolini · 
Capelle · 
Casagrande · 
Delbove · 
Desbiens · 
Fondriest · 
Gané · 
Gaumont · 
Goubert · 
Gwiazdowski · 
Jalabert · 
Julich · 
Lelli · 
Le Quellec · 
Livingston · 
Martin · 
Meier · 
Millar · 
Moncoutié · 
Moreau ·
Plaza · 
Plouhinec · 
Rinero · 
Saugrain · 
Thibout · 
Tournant · 
Loder (stagiair) · 
Tombak (stagiair) 
Bourgain · 
De Wolf · 
Delbove · 
Desbiens · 
Farazijn · 
Gané · 
Gaumont · 
Gwiazdowski · 
Jalabert · 
Julich · 
Lamour · 
Lelli · 
Le Quellec · 
Loder · 
Mattan · 
Meier · 
Millar · 
Moncoutié · 
Moreau ·
Plouhinec · 
Prétot · 
Quemener · 
Rinero · 
Rokia · 
Tombak · 
Tournant · 
Vandenbroucke · 
Guillaume (stagiair) · 
Krafft (stagiair) · 
Ravaleu (stagiair) 
Bourgain · 
De Wolf · 
Desbiens · 
Farazijn · 
Flammang · 
Gané · 
Gaumont · 
Krafft · 
Lamour · 
Le Boulanger · 
D. Lefèvre · 
L. Lefèvre · 
Lelli · 
Le Quellec · 
Loder ·
Lopeboselli ·
Mattan · 
Meier · 
Millar · 
Moncoutié · 
Moreau ·
Peers · 
Planckaert ·
Pommereau ·
Prétot · 
Rinero · 
Sassone · 
Silovs · 
Tombak · 
Tournant · 
Vandenbroucke · 
Bonnet (stagiair) · 
Fogen (stagiair) · 
Tournier (stagiair) 